# Большенікольськ
Большеніко́льськ (рос. Большеникольск, марій. Никольский почиҥга) — присілок у складі Совєтського району Марій Ел, Росія. Входить до складу Михайловського сільського поселення.

## Населення
Населення — 102 особи (2010; 101 у 2002).
Національний склад (станом на 2002 рік):
- марі — 94 %